# Гражданская война в Арабском халифате (865—866)
Гражданская война в Арабском халифате или Пятая фитна — вооружённый конфликт в Аббасидском халифате между соперничающими халифами Аль-Мустаином и Аль-Мутаззом, происходивший в 865—866 гг.

## Предыстория
В первой половине IX века халиф Аль-Мутасим создал армию из тюркских рабов-гулямов. Не имея корней в арабских землях, тюрки были преданы лично халифу. В 835 году Аль-Мутасим покинул Багдад и выстроил на берегу Тигра новую столицу — Самарру.
В середине IX века тюрки приобрели в Самарре такую власть, что стали сами смещать халифов и назначать новых. В 862 году ими был возведён на трон Ахмад аль-Мустаин.
В начале 865 года тюркскими генералами Васифом и Бугой был убит солдатский лидер Багир. Это убийство вызвало восстание солдат, считавших Багира героем, отстаивавшим их интересы перед властью. Халиф, Буга и Васиф решили, что Самарра стала слишком опасна, и в начале февраля бежали в Багдад.
Население Багдада не любило тюрок, и халиф мог рассчитывать на поддержку народа и управлявшего городом Мухаммеда ибн Абд Аллах ибн Тахира. Вскоре Самарру начали покидать другие тюрки, близкие к Васифу и Буге, которые, прибыв в Багдад, стали просить у халифа прощения и умолять вернуться с ними в Самарру. Халиф сказал, что они могут вернуться в Самарру и им будут там платить жалованье, но он сам останется там, где он есть. Тем самым тюркам было показано, что они больше не имеют веса.
Когда солдаты вернулись в Самарру и рассказали, как их оскорбили, то тюрки решили, что им нужен халиф, которого они могли бы считать своим, и обратились к Аль-Мутаззу — сыну покойного халифа Аль-Мутаваккиля. Аль-Мутаваккиль был убит тюрками, и Аль-Мутазз долгое время был лидером антитюркской партии, но это был для него последний шанс достичь трона, и он согласился. Тюркские солдаты поклялись в верности Аль-Мутаззу.

## Ход войны

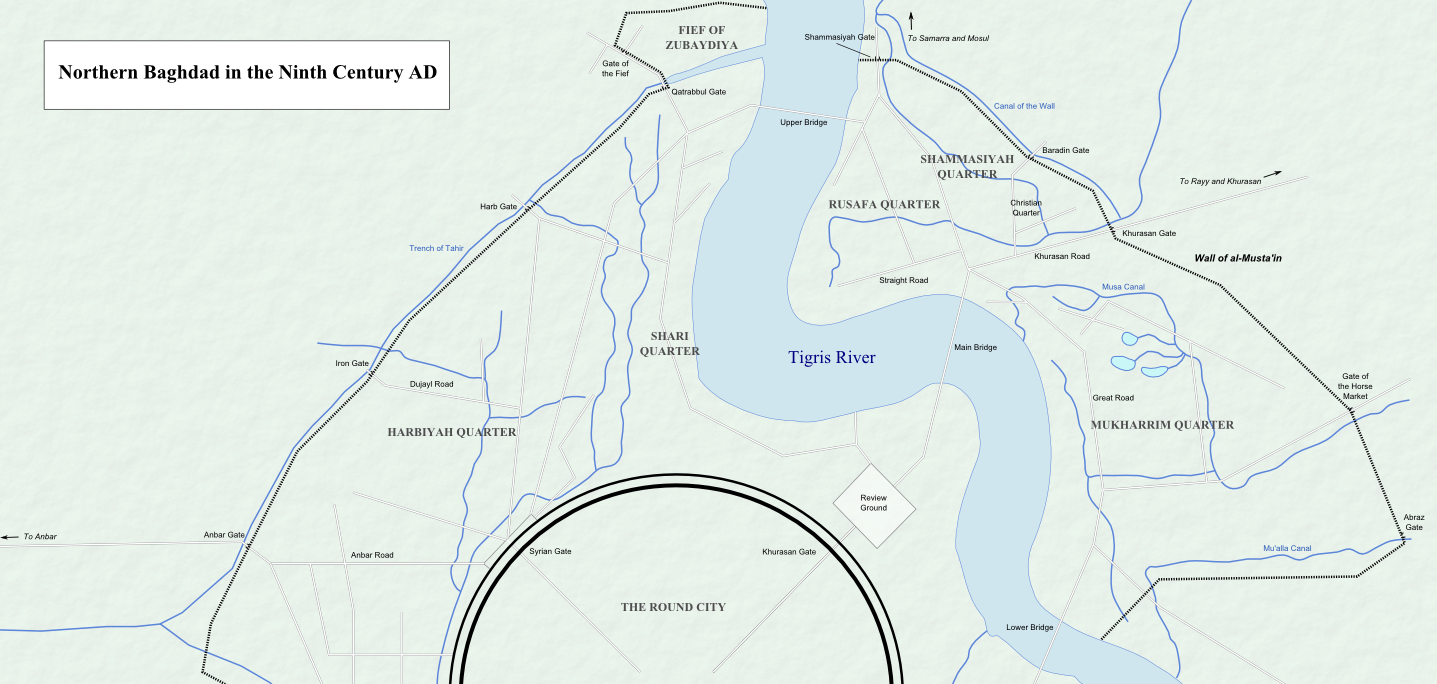
Северный Багдад в IX веке, включая возведённые Ибн Тахиром крепостные стены

В Багдаде Мухаммед ибн Тахир постарался как можно быстрее блокировать Самарру. Он написал своим сторонникам в Мосуле и Джазире, чтобы те остановили поставки, идущие в город с севера; движение по реке из Багдада было запрещено. За огромную сумму в 325 тысяч динаров были возведены стены, прикрывшие основные жилые районы на обеих сторонах реки; работы были завершены к 22 февраля. Проломив стенки каналов и разрушив мосты затопили земли к северо-западу от города, чтобы не дать тюркам возможность атаковать оттуда (это действие надолго подкосило сельское хозяйство Ирака). Всем сборщикам налогов были написаны письма с приказом посылать средства в Багдад, а не в Самарру. Также Мухаммед попытался уговорить командующих войсками по всей стране присоединиться к халифу Аль-Мустаину в Багдаде.
На призыв Мухаммеда ибн Тахира откликнулись многие местные командиры с небольшими группами солдат, а также простые горожане, которым раздали простейшие средства защиты и примитивное оружие. Несмотря на то, что власти им не особенно доверяли, ополченцы, ненавидевшие тюрков, оказались одним из важнейших элементов обороны Багдада во время всей войны.
Однако, несмотря на мощную поддержку народа в Багдаде, сторонники Аль-Мутазза из Самарры взяли инициативу в свои руки. В субботу 24 февраля пять тысяч тюрков и две тысячи их союзников из североафриканских войск собрались у стен Самарры; возглавил их Абу Ахмед — брат Аль-Мутазза. Абу Ахмед повёл самаррские войска вдоль восточного берега Тигра, и три недели спустя, в воскресенье 10 марта, тюрки разбили лагерь напротив ворот Шаммасия на северо-восточной окраине Багдада. Хоть защитников Багдада было гораздо больше, но они не имели военного опыта и единства цели, а Мухаммед ибн Тахир управлял ими из дворца, в то время как Абу Ахмед разделял со своими людьми все тяготы лагерной жизни.
Тюрки попытались атаковать свежевозведённые укрепления, но нерегулярное войско, защищённое лишь просмоленными матами вместо доспехов, отбило их атаку. Второй тюркский отряд из четырёх тысяч солдат был послан из Самарры для атаки Багдада с запада, но 20 марта потерпел неудачу, причём защитники города не только отбросили тюрков, но и разорили их лагерь. Выжившие тюрки пытались переплыть Тигр, чтобы попасть в лагерь Абу Ахмеда, но багдадские войска, находившиеся на лодках, выловили многих из них; головы этих тюрков спустили по течению и разложили на мостах города. Однако Ибн Тахир, придерживавшийся осторожной оборонительной тактики, не стал преследовать врага и переносить боевые действия в лагерь противника, поэтому далее война продолжалась по той же схеме: атаки тюрков и сопротивление багдадцев.
С начала осады в феврале 865 года и до середины декабря обстановка вокруг Багдада оставалась патовой; в итоге конец противостоянию положило не военное поражение, а голод и внутреннее недовольство: хотя обе стороны страдали от голода, но тюрки были дисциплинированы и ими командовал решительный командир. В итоге Ибн Тахир начал переговоры с Аль-Мутаззом.
27 декабря из Самарры в Багдад прибыли пять кораблей, нагруженные мукой и другими продуктами питания, и горожане узнали, что Ибн Тахир сместил Аль-Мустаина и признал в качестве халифа Аль-Мутазза. Ибн Тахир приказал своим командирам принести клятву верности, были розданы парадные халаты. Тогда вокруг его дворца собрались толпы народу, заявляя о своей преданности Аль-Мустаину. Ибн Тахир обманул народ, выведя Аль-Мустаина, который заявил, что он всё ещё халиф.
Некоторое время Ибн Тахир вёл двойную игру, говоря Аль-Мустаину, что просто ведёт переговоры о мире, а врагам — что согласен на свержение Аль-Мустаина. 7 января 866 года Ибн Тахир официально встретился с Абу Ахмедом в павильоне за городскими стенами Багдада. Они договорились, что одна треть годового дохода будет идти Ибн Тахиру и багдадской армии, а две трети — тюркам Самарры. На следующий день Ибн Тахир пришёл к Аль-Мустаину и сообщил халифу, что тот смещён. Аль-Мустаин попытался обратиться за помощью к Буге и Васифу, но оказалось, что они тоже участвуют в заговоре. Осознав глубину окружающего его предательства, халиф сдался, сказав: «вот моя шея, меч и ковёр для казни».

## Итоги и последствия
По условиям капитуляции смещённому халифу назначили пенсию и позволили поселиться в Хиджазе, где ему отвели имение, разрешив выезжать только в Мекку и Медину. 24 января из Самарры прибыло подтверждение Аль-Мутаззом этих условий, и в пятницу 25 января в мечетях Багдада Аль-Мутазза объявили халифом. Однако в нарушение условий капитуляции Аль-Мустаима изгнали не в Хиджаз, а в Васит на юге Ирака.
В октябре 866 года свергнутого халифа под усиленным конвоем привезли из Васита в Самарру, и зарубили на въезде в город. Когда голову Аль-Мустаима привезли халифу, он играл в шахматы. Халиф сказал: «Оставьте её», — и продолжил игру. По окончании игры он приказал закопать голову, а совершившему убийство Саиду-хранителю дверей приказал выдать 50 тысяч дирхемов и предоставить доходный пост в Басре.